# 崔宰誠
崔宰誠（1964年11月18日—），韓國男演員，1985年KBS第10期公開特採演員。

## 影視作品

### 電視劇
- 1991年：MBC《黎明的眼睛》飾演 崔大治
- 1995年：MBC《戰爭與愛情》
- 1996年：MBC《未忘》
- 1998年：SBS《熱血刑警》
- 2000年：KBS《雷聲》
- 2002年：KBS《帝國的早晨》飾演 高麗定宗 王堯
- 2002年：SBS《野人時代》
- 2004年：SBS《張吉山》
- 2004年：KBS《不滅的李舜臣》飾演 元均
- 2006年：SBS《淵蓋蘇文》飾演 李密
- 2007年：MBC《狗和狼的時間》飾演 馬傲
- 2009年：KBS《千秋太后》飾演 康兆
- 2010年：KBS《巨商金萬德》飾演 萬德的父親
- 2011年：SBS《我的愛在我身邊》飾演 高鎮國
- 2011年：JTBC《發酵家族》飾演 姜度植
- 2012年：KBS《大王之夢》飾演 階伯
- 2013年：SBS《好好長大的女兒荷娜》飾演 薛鎮穆
- 2014年：KBS《感激時代：鬪神的誕生》飾演 申榮出
- 2014年：KBS《朝鮮槍手》飾演 朴振翰
- 2014年：KBS《一片丹心蒲公英》飾演 申大誠
- 2015年：MBC《心情好又暖》飾演 陳泰勇（客串）
- 2015年：SBS《深夜食堂》飾演 柳
- 2015年：KBS《我們家蜜罈子》飾演 姜太俊
- 2017年：KBS《花開了，達順啊》飾演 鄭善基
- 2017年：tvN《卞赫的愛情》飾演 卞江水
- 2018年：KBS《明日也晴朗》飾演 朴珍國
- 2019年：tvN《60天，指定幸存者》飾演 李權墨
- 2019年：KBS《左撇子妻子》飾演 吳龍
- 2020年：KBS《秘密的男人》飾演 韓大哲
- 2023年：KBS2《秘密的女人》飾演 鄭賢泰（特別出演）

### 電影
- 2007年：《我們沒有明天》
- 2008年：《武林女大學生》

## 獲獎
- 1985年：百想藝術大賞TV部門新人獎
- 1986年：大鐘獎新人男演員獎
- 1992年：百想藝術大賞演技獎演技獎
- 1993年：百想藝術大賞TV部門演技獎

## 外部連結
- NAVER （页面存档备份，存于）